# Léon Monet

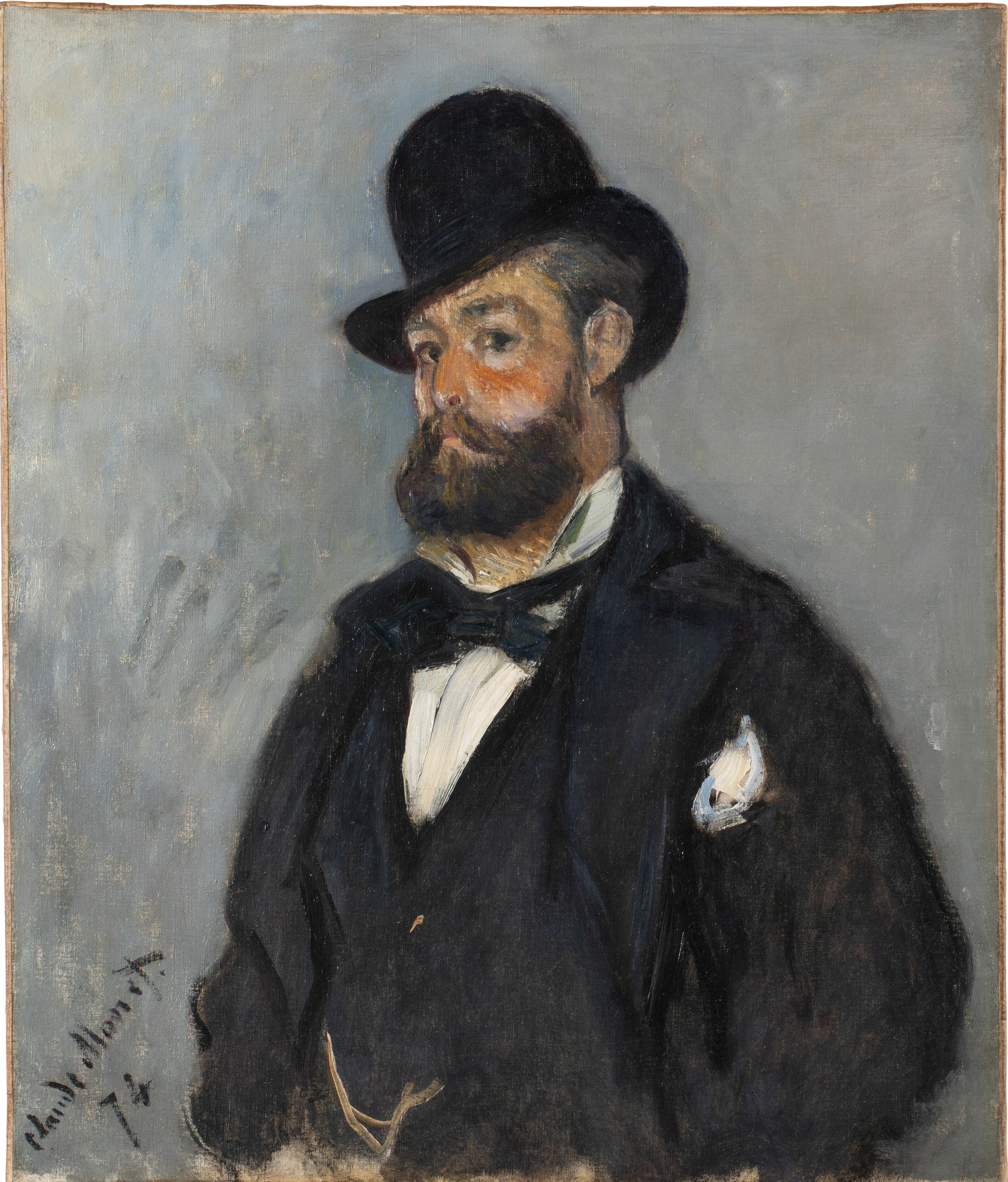
Claude Monet: Porträt von Léon Monet, 1874, Privatsammlung

Léon Pascal Monet (* 14. April 1836 in Paris; † 8. August 1917 in Maromme) war ein französischer Chemiker, Unternehmer und Kunstsammler. Er war der ältere Bruder des Malers Claude Monet (1840–1926).

## Leben

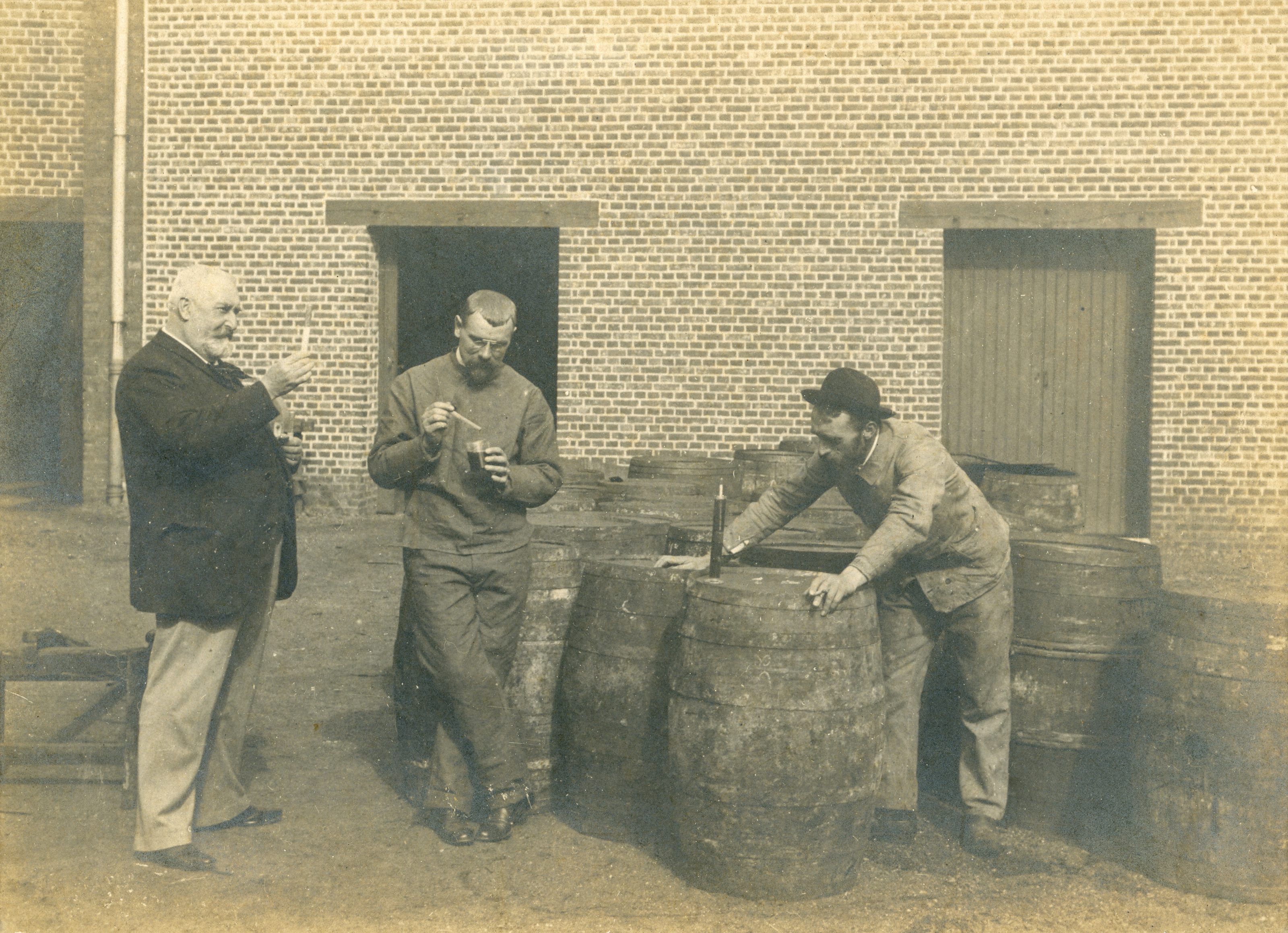
Léon Monet (links) im Hof seiner Fabrik in Maromme mit seinem Neffen Jean (rechts) um 1905

Léon Monet war der erste Sohn von Adolphe und Louise-Justine Monet, geborene Aubrée. Die Familie ließ sich um 1845 in Le Havre in der Normandie nieder.
Nach einem Chemiestudium wurde er von dem Schweizer Chemieunternehmen Geigy angeworben, das in Déville-lès-Rouen eine Filiale eröffnete. Um 1870 zog er von Le Havre nach Rouen, wo er als Handelsvertreter für eine Fabrik von Indienne-Stoffen arbeitete. 1872 gehörte er zu den Gründungsmitgliedern der Gelehrtengesellschaft Société industrielle de Rouen. Geigy beauftragte ihn mit der Instandsetzung seiner Papiermühle im Cailly-Tal in Maromme, um eine Manufaktur für Färbeprodukte aufzubauen, deren Direktor er 1892 wurde. Er beschäftigte dort seinen Neffen Jean Monet als Chemiker.

## Sammlung

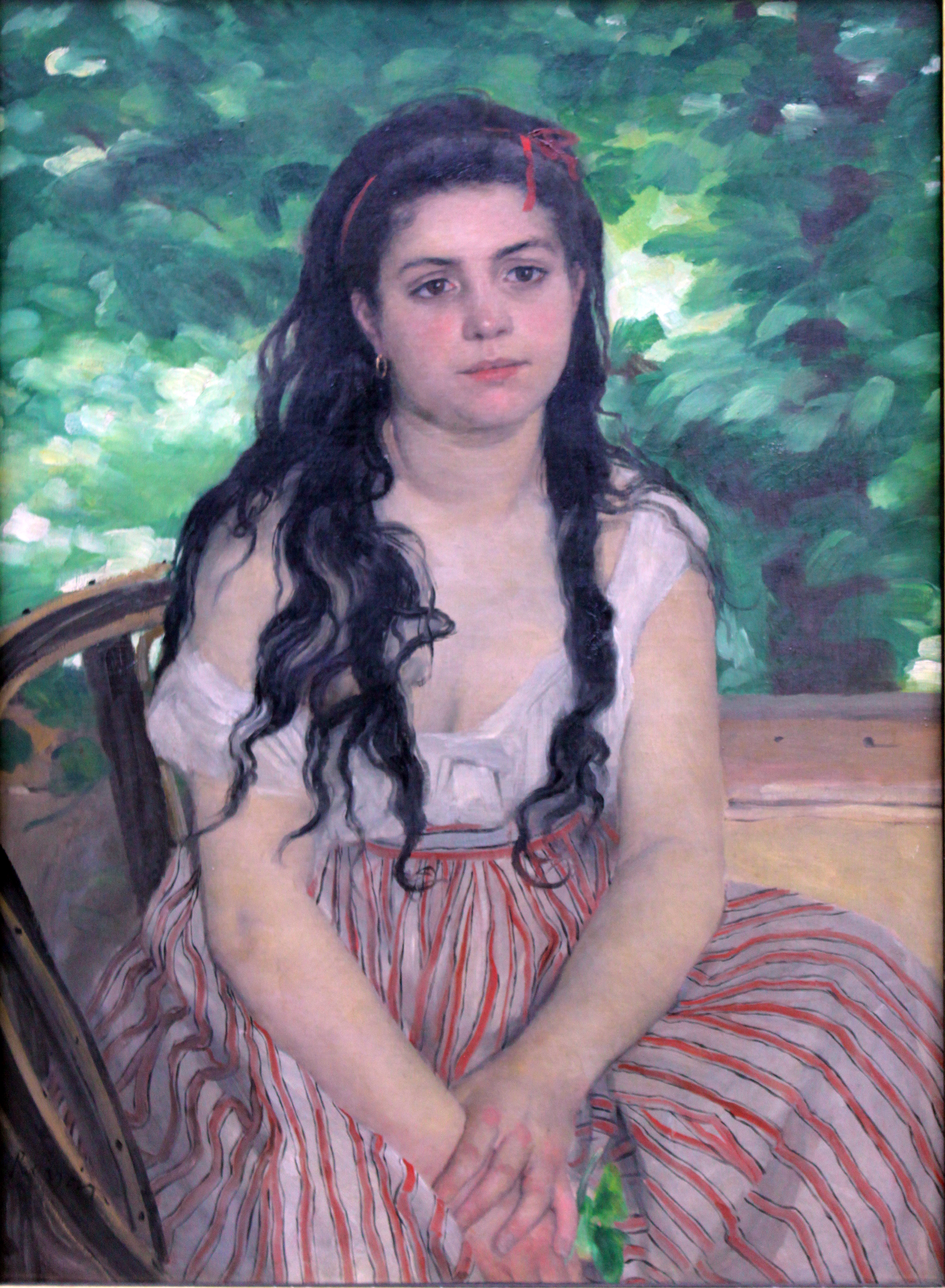
Auguste Renoir: Im Sommer, 1868, Alte Nationalgalerie, Berlin

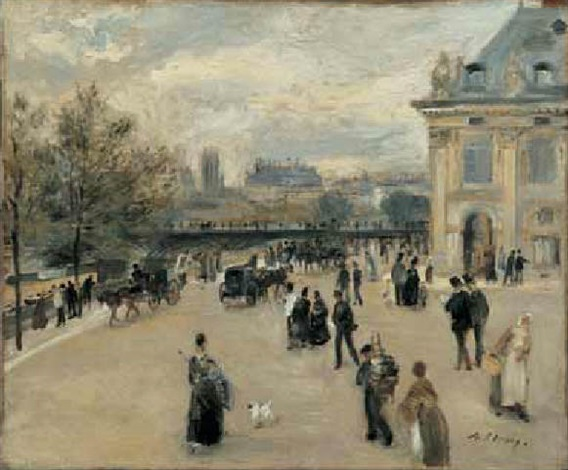
Auguste Renoir: Paris l’Institut au quai Malaquais, 1875, Privatsammlung

Die 1870 begonnene Sammlung von Léon Monet konzentrierte sich auf den Impressionismus, besonders auf Werke von Berthe Morisot, Alfred Sisley, Camille Pissarro, Auguste Renoir und seines Bruders. Obwohl er den Kunsthändler Paul Durand-Ruel kannte, kaufte er keine Bilder von ihm, sondern verhandelte direkt mit den Künstlern, die er über seinen Bruder kontaktierte.
Léon Monet besaß bereits 1872 eine Ansicht des Canal Saint-Martin von Sisley. Im selben Jahr erwarb er eine holländische Landschaft von seinem Bruder und das Bild Maison à Louveciennes (36 × 48 cm, Privatsammlung) von Camille Pissarro, die er auf der städtischen Ausstellung in Rouen ausstellte. 1875 kaufte Léon Monet auf der Impressionisten-Auktion im Hôtel Drouot zwei von Renoir die Gemälde Im Sommer (En été, la Bohémienne) und Paris l’Institut au quai Malaquais.
Dem Beispiel von Léon Monet folgend, sammelte François Depeaux, ein Industrieller aus Rouen, Hunderte von impressionistischen Gemälden und unterstützte damit Monet, Renoir, Pissarro und Sisley in den 1880er und 1890er Jahren.
Das von seinem Bruder Claude Monet gemalte Porträt von Léon Monet wurde zum ersten Mal vom 15. März bis zum 16. Juli 2023 im Musée du Luxembourg in Paris in einer Ausstellung mit dem Titel „Léon Monet, Bruder des Künstlers und Sammler“ ausgestellt.